# نداء جرس الاحتشاد
نداء جرس الاحتشاد (الأردية: بان٘گِ دَرا) كان أول كتاب شعر فلسفي باللغة الأردية لمحمد إقبال، نُشر عام 1924.

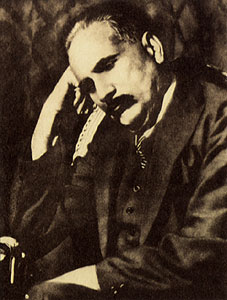
محمد إقبال ، رئيس الرابطة الإسلامية في عام 1930 وملقي الخطاب

## المحتوى
كتب إقبال قصائد نداء جرس الاحتشاد على مدى عشرين عامًا؛ وتنقسم المجموعة إلى ثلاثة أجزاء:
اسم الكتاب هو "نداء جرس الاحتشاد" [بانج دارا]. وهو جرس كان الناس يدقونه في العصور القديمة لإيقاظ المسافرين بأن الوقت قد حان للمضي قدمًا إلى وجهتهم التالية، وهذا الكتاب له نفس الغرض لإيقاظ المسلمين في هندستان وتذكيرهم بأن هذا هو الوقت المناسب لهم للمضي قدمًا. لقد ساعدت هذه القصيدة المسلمين على الاستيقاظ ومعرفة هدفهم السياسي.
1. قصائد كتبت قبل عام 1905، العام الذي غادر فيه إقبال الهند البريطانية إلى إنجلترا. وتشمل هذه الأبيات قصائد الأطفال والأبيات الرعوية والوطنية. أصبحت أغنية "تارانا هندي" ("أغنية الهند") نشيدًا وطنيًا يُغنى أو يُعزف في الهند في المناسبات الوطنية. النشيد الوطني للأطفال الهنود (Hindustani Bachon Ka Qaumi Geet) هي أغنية أخرى معروفة. [1]
2. قصائد كتبها بين عامي 1905 و1908، وهي الفترة التي قضاها طالبًا في أوروبا. وهو يمتدح عقلانية الغرب وبراجماته، لكنه يشكو من ماديته الصريحة، وفقدانه للروحانية، ووطنيته الضيقة التي تعد بالمعاناة. وقد عزز هذا الوضع إيمانه بالقيم العالمية للإسلام، فقرر استخدام شعره لتحفيز المسلمين على النهضة.[2]
3. قصائد كتبها إقبال بين عامي 1908 و1923، يذكّر فيها المسلمين بعظمتهم الماضية ويدعو إلى الشعور بالأخوة والوحدة التي تتجاوز الحدود الإقليمية. ويحث الأمة على أن تعيش حياة العبودية لله، والتضحية، والعمل، حتى تتمكن من الوصول مرة أخرى إلى الحضارة الرفيعة التي كانت لها في السابق. "يام أور شعير" ("الشاعر والمهد")، و"شكوى" ("الشكوى إلى الله")، و"جواب شكوى" ("الرد على الشكوى")، و"خضر رحم[الإنجليزية]" ("الهداية")، و"طلوع الإسلام[الإنجليزية]" ("نور الإسلام") تعتبر من أعظم القصائد الإسلامية.[3] الحب والذات من المواضيع المهمة في هذا القسم.[2]

## طالع أيضًا
- فهرس مقالات إقبال[الإنجليزية]
- الشعر الأردي
- جاود ناما
- بيام المشرق
- زبور العجم
- ماذا ينبغي أن نفعل يا أهل المشرق
- كتاب جناح جبرائيل
- أسرار الخودي
- رموز البخودي
- كتاب عصا موسى
- هدية من الحجاز

## روابط خارجية
اقرأ على الإنترنت
- "Bang-i-Dara". Iqbal Academy Pakistan. مؤرشف من الأصل في 2025-06-16.
- "Bang-i-Dara". Iqbal Cyber Library. مؤرشف من الأصل في 2025-02-23.
- "The Call of the Marching Bell, English translation of Bang-i-Dara by M.A.K. Khalil". Iqbal Academy Pakistan. مؤرشف من الأصل في 2025-06-16.
- "The Call of Marching Bell, English translation published by M.A.K. Khalil, 1997". Google Books